# Гётц, Леопольд Карл
Леопо́льд Карл Гётц (нем. Leopold Karl Goetz; 7 октября 1868, Карлсруэ — 2 апреля 1931, Бонн) — немецкий славист, историк, историк права, старокатолический капеллан (священник), почётный доктор богословия, профессор старокатолического богословия, экстраординарный профессор философии Боннского университета.

## Биография и научная деятельность

### Ранние годы
Гётц изучал старокатолическое богословие в Бонне. Получил степень лиценциата в Берне. В 1891 году рукоположен в сан священника. В следующем году стал администратором, затем пастором старокатолического прихода в Пассау. Там он написал ряд богословских работ, прежде всего по вопросам церковного права. Также предметом трудов Гётца была полемика с Римско-католической церковью, и первая его крупная работа была уже из области славистики: в 1897 году он опубликовал труд по истории Константина (Кирилла) и Мефодия.

### Теология
18 ноября 1899 года Гётц был удостоен степени почётного доктора католического богословского факультета Бернского университета. Годом позже был назначен профессором на епископском семинаре в Бонне. В 1902 году — на недавно созданной кафедре философской пропедевтики в Боннском университете (сегодня — кафедра старокатолической теологии). Гётц опубликовал ряд работ, в том числе историю жизни своего учителя богословия Франца Генриха Реуша, описание ультрамонтанства и исследование о мировоззрении и влиянии папы Льва XIII. С 1907 года он возглавлял редакции газет «Немецкий Меркурий» и «Старокатолическая народная газета».

### Славистика
С 1901 года Гётц все больше обращался к исследованию славян. В 1901 году он предложил создать журнал по истории Восточной Европы. Журнал появился десять лет спустя, и Гётц стал его соредактором. В 1903 году он первый раз участвовал в конгрессе славистов в Санкт-Петербурге. Гётц выучил русский, старославянский, болгарский, западнорусский и сербохорватский языки и преподавал их. В 1910—1913 годах вышел его фундаментальный труд по Русской Правде: перевод текста в четырёх томах с комментариями, в которых он подробно разобрал данный памятник. Первую редакцию Правды Гётц относил к дохристианскому времени. Комментарии к тексту были основаны на выводах всей предшествующей литературы о Русской Правде. В 1913 году Гётц был удостоен степени почётного доктора юридического факультета Киевского университета. В том же году он был избран членом Императорского общества истории и древностей Российских в Москве.
В 1914 году по просьбе философского факультета Боннского университета прусское министерство предоставило Гётцу курс «Восточно-европейская история и страноведение». Гётц все больше отдалялся от старокатолического богословия и церкви. Он вступил в конфликт с епископом Теодором Вебером. Причины конфликта неизвестны. В 1912 году он сошёлся с лидерами молодежных групп, которые хотели видеть в епископате Эрвина Крейцера. После ожесточенных споров Гётц оставил редакцию «Народной газеты» и «Немецкого Меркурия». В связи с этими событиями он охарактеризовал протестантского богослова Фридриха Ниппольда, друга старокатоликов, как «высокоодарённого, трудолюбивого, но пустого и нездорового человека».
Леопольд Карл Гётц умер 2 апреля 1931 года в Бонне известным славистом. Однако его вклад в теологию не был оценён и уже при его жизни был почти предан забвению. «Энциплопедия немецких учёных Кюршнера» в издании 1928—1929 годов приводит Л. К. Гётца скорее как историка и слависта, чем как богослова.

## Некоторые работы
Теология:
- Grundfragen zur römisch-katholischen Sozialreform. Bonn 1892.
- Die Bußlehre Cyprians. Eine Studie zur Geschichte des Bußsakraments. Königsberg 1895.
- Die geschichtliche Stellung und Aufgabe des Altkatholizismus. Leipzig 1896.
- Leo XIII. Seine Weltanschauung und seine Wirksamkeit, quellenmäßig dargestellt. Fr. A. Perthes, Gotha 1899.
- Franz Heinrich Reusch (1825–1900). Eine Darstellung seiner Lebensarbeit. Gotha 1900.
- Der Ultramontanismus als Weltanschauung auf Grund des Syllabus quellenmäßig dargestellt. Bonn 1905.
- Klerikalismus und Laizismus. Das Laienelement im Ultramontanismus. Frankfurt am Main 1906.

Славистика:
- Geschichte der Slavenapostel Konstantinus (Kyrillus) und Methodius. Perthes, Gotha 1897.
- Das Kiever Höhlenkloster als Kulturzentrum des vormongolischen Rußlands. Passau 1904.
- Kirchenrechtliche und kulturgeschichtliche Denkmäler Altrußlands nebst Geschichte des russischen Kirchenrechts. Stuttgart 1905.
- Staat und Kirche in Altrußland. Kiever Periode 988—1249. Berlin 1908.
- Das Russische Recht (Russkaja Pravda). Stuttgart 1910—1913. Bd. I—IV.
- Deutsch-russische Handelsverträge des Mittelalters. Friederichsen, Hamburg 1916.
- Volkslied und Volksleben der Kroaten und Serben. Carl Winter, Heidelberg [o.J.]
- Deutsch-russische Handelsgeschichte des Mittelalters. Lübecker Verlagsanst. Otto Waelde, Lübeck 1922.
- Jugoslawien als Reiseland. Bonner Universitäts-Buchdr. Gebr. Scheur, Bonn 1925.